# Eelwerd

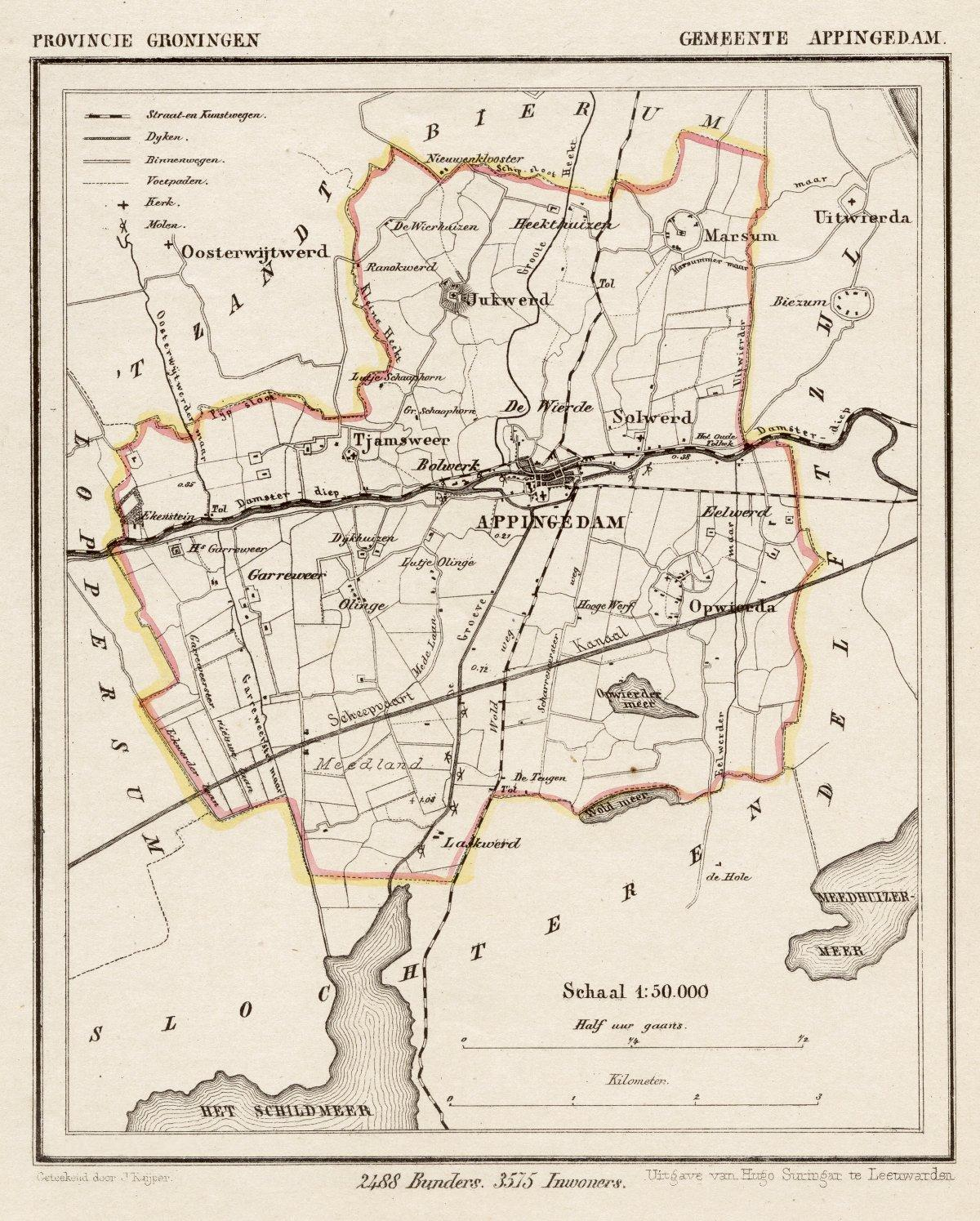
Eelwerd en de Eelwerder Maar op een kaart van de gemeente Appingedam uit ca. 1865.

Eelwerd, Eelwert of Eelswert was een gehucht bij Opwierde in de Groningse streek Fivelgo.
Het zou tegenwoordig in de gemeente Eemsdelta gelegen hebben. Eelwerd hoorde tot 1306 bij het Farmsumer zijlvest, maar werd daarna samen met Opwierde, Tuikwerd en Meedhuizen (en mogelijk een stuk van Appingedam) toegevoegd aan het Dorpster zijlvest. Bij het gehucht liep het Eelwerdermaar, uitwaterend door de Eelwerder- of Brandzijltje in het Damsterdiep. Ook het Huys thoe Elswerd of de Sissingheborg lag in Eelwerd, en was onder meer in bezit van de familie Van de Kimmenade.
Eelwerd moet niet verward worden met Eelswerd, een wierde in de nabijgelegen gemeente Het Hogeland.